# Autopederastia
Autopederastia – szczególny przypadek masturbacji polegający na pobudzaniu penisem własnego odbytu lub również (w przypadku hermafrodyt) własnej pochwy.
Motyw autopederastii występuje w powieści Piętaszek autorstwa Roberta Heinleina.